# Formica fuscicauda
Formica fuscicauda är en myrart som beskrevs av Motschoulsky 1863. Formica fuscicauda ingår i släktet Formica och familjen myror. Inga underarter finns listade i Catalogue of Life.